# Echinopsis macrogona
Echinopsis macrogona es un miembro de la familia de las cactáceas. El uso de su sinónimo, Trichocereus macrogonus, es aún muy frecuente. 

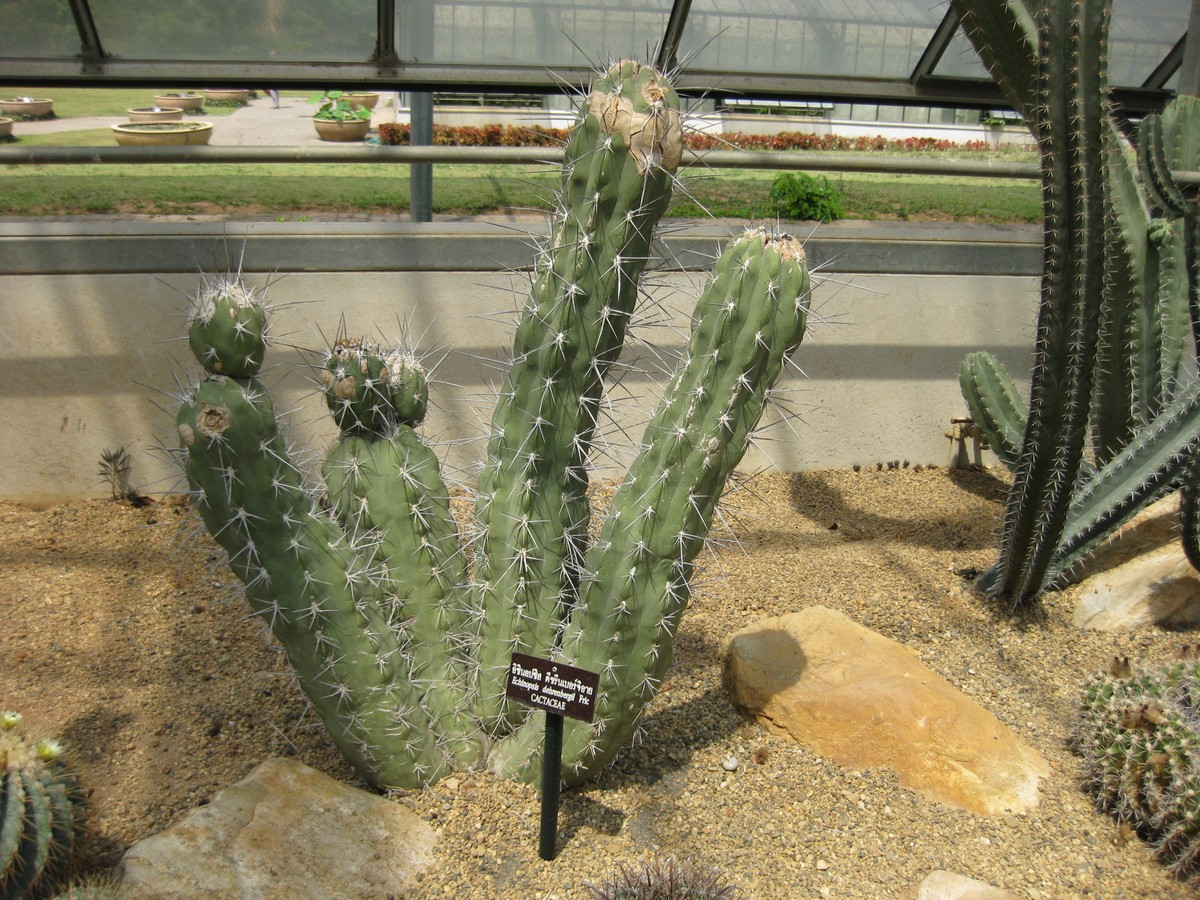
Vista de la planta

## Lugar de origen
Es originario del sudoeste de Perú y oeste de Bolivia.

## Descripción
Es una planta arbustiva con varios tallos erectos de 2 a 3 m de altura. Tallos cilíndricos, verde azulado, de 5 a 10 cm de diámetro. 6 a 9 costillas prominentes, redondeadas, con surcos estrechos. Areolas grises, con 2 cm de separación. Espinas acuminadas pardas claras; 1 a 3 espinas centrales, extendidas, de 3 a 5 cm de largo; 6 a 9 espinas radiales, rectas (2 cm). Las flores nacen cerca de la punta del tallo, vistosas, blancas, de 18 a 22 cm de largo.

## Cultivo
Se multiplica a través de semillas y esquejes.

## Observaciones
Se lo considera sagrado en su lugar de origen. Contiene alcaloides, particularmente mescalina. Temperatura media mínima 10 °C; sol moderado. Poca agua y buen drenaje.

## Taxonomía
Echinopsis macrogona fue descrita por (Salm-Dyck) H.Friedrich & G.D.Rowley y publicado en International Organization for Succulent Plant Study Bulletin 3(3): 96. 1974.
Etimología
Ver: Echinopsis
macrogona epíteto que deriva de las palabras griegas macros =  "grandes" y gonia =  "borde" donde se refiere a sus grandes costillas.
Sinonimia
- Cereus macrogonus Salm-Dyck	basónimo
- Trichocereus macrogonus (Salm-Dyck) Riccob.	[3]